# Landulph
Landulph är en by och en civil parish i Cornwall i England. Orten har 499 invånare (2011). Byn nämndes i Domedagsboken (Domesday Book) år 1086, och kallades då Landelech.